# Moteur quantique adiabatique

Schéma d'un moteur quantique adiabatique composé d'une boîte quantique couplé à une roue tournante.

Un moteur quantique adiabatique est un dispositif mécanique, généralement de taille nanométrique, entraîné par un flux de particules quantiques et capable d'effectuer des mouvements cycliques. Dans ce contexte, l'adjectif « adiabatique » fait référence à la limite pour laquelle la dynamique des degrés de liberté mécaniques est lente par rapport au temps de séjour des particules dans le dispositif. Pour un tel régime, il est communément admis que les degrés de liberté mécaniques se comportent de manière classique. Cette classe d’appareils se comporte essentiellement comme des pompes quantiques fonctionnant à l'envers. Alors que dans une pompe quantique, c'est le mouvement périodique de certains paramètres qui « pompe » les particules quantiques d'un réservoir vers un autre, dans un moteur quantique, c'est un courant continu de particules qui induit le mouvement cyclique du dispositif. L’une des principales caractéristiques de ces moteurs est que des interférences quantiques peuvent être utilisées pour améliorer leur efficacité en augmentant le coefficient de réflexion des particules diffusées. Bien qu'il existe plusieurs propositions concernant la réalisation de moteurs quantiques adiabatiques, aucune d'entre elles n'a été vérifiée expérimentalement,,,,,,,,.

## Moteurs quantiques adiabatiques
- Moteur quantique adiabatique d'Anderson[9]
- Moteur Thouless[1],[5],[8]
- Moteurs quantiques adiabatiques basés sur des boîtes quantiques[1],[2],[6],[7]
- Nano-aimant couplé à un effet Hall quantique de spin (formellement équivalent à un moteur Thouless)[3]
- Moteurs quantiques adiabatiques entraînés par des gradients de température[4]